# Christian Brüls
Christian Brüls (* 30. September 1988 in Malmedy) ist ein belgischer Fußballspieler.

## Karriere
Der aus Amel in der Deutschsprachigen Gemeinschaft Belgiens stammende Christian Brüls spielte in seiner Jugend zunächst zehn Jahre für den KFC Grün-Weiß Amel, ehe er für drei Jahre in die Jugendabteilung der KAS Eupen wechselte. Beim in der 2. Division spielenden ostbelgischen Verein begann er 2005 seine Profi-Karriere, ehe er drei Jahre später zum MVV Maastricht in die niederländische Eerste Divisie, die zweite Liga des Landes, wechselte. 2010 folgte schließlich der Wechsel zum KVC Westerlo in die 1. Division Belgiens, wo Brüls eine Saison spielte, ehe er 2011 innerhalb der Liga zu KAA Gent wechselte. 2013 wurde er von dort für ein Jahr nach Frankreich zu OGC Nizza verliehen. Über Stade Rennes und Standard Lüttich wechselte Christian Brüls im Januar 2017 zurück zu seinem Ausbildungsverein KAS Eupen und nur ein halbes Jahr später weiter zum zyprischen Verein Paphos FC in die First Division. Die Hinrunde der Saison 2018/19 war er ohne Verein, ehe Brüls sich in der Winterpause erneut dem KVC Westerlo anschloss. Nach der Saison 2018/19 wurde eine Vertragsverlängerung bis Sommer 2021 vereinbart.
Anfang Januar 2021 wechselte Brüls zum Erstdivisionär VV St. Truiden. In der Saison 2021/22 bestritt er 33 von 34 möglichen Ligaspielen für St. Truiden, bei denen er sieben Tore schoss, und ein Pokalspiel. In der nächsten Saison bestritt er bis Jahresende alle 18 möglichen Ligaspiele mit einem geschossenen Tor sowie ein Pokalspiel mit ebenfalls einem Tor. Anfang Januar 2023 wechselte er zum Ligakonkurrenten SV Zulte Waregem und unterschrieb dort einen Vertrag bis zum Ende der Saison 2024/25. Hier bestritt er 47 Pflichtspiele und erzielte dabei zwei Treffer, ehe sein Vertrag am 26. November 2024 vorzeitig aufgelöst wurde. Doch schon einen Monat später ging der Mittelfeldspieler weiter zum Zweitligisten SK Beveren. 

## Erfolge
- Belgischer Pokalsieger: 2016